# Temi e termini problemistici
|   | a | b | c | d | e | f | g | h |   |
| 8 | c8 alfiere del bianco · d6 re del bianco · e6 pedone del nero · g6 cavallo del nero · d5 cavallo del bianco · g5 pedone del bianco · a4 torre del nero · b4 pedone del nero · e4 donna del bianco · g4 cavallo del nero · h4 alfiere del nero · c3 pedone del nero · e3 pedone del nero · g3 pedone del nero · d2 pedone del bianco · e2 re del nero · f2 pedone del bianco · d1 torre del bianco · f1 torre del bianco | c8 alfiere del bianco · d6 re del bianco · e6 pedone del nero · g6 cavallo del nero · d5 cavallo del bianco · g5 pedone del bianco · a4 torre del nero · b4 pedone del nero · e4 donna del bianco · g4 cavallo del nero · h4 alfiere del nero · c3 pedone del nero · e3 pedone del nero · g3 pedone del nero · d2 pedone del bianco · e2 re del nero · f2 pedone del bianco · d1 torre del bianco · f1 torre del bianco | c8 alfiere del bianco · d6 re del bianco · e6 pedone del nero · g6 cavallo del nero · d5 cavallo del bianco · g5 pedone del bianco · a4 torre del nero · b4 pedone del nero · e4 donna del bianco · g4 cavallo del nero · h4 alfiere del nero · c3 pedone del nero · e3 pedone del nero · g3 pedone del nero · d2 pedone del bianco · e2 re del nero · f2 pedone del bianco · d1 torre del bianco · f1 torre del bianco | c8 alfiere del bianco · d6 re del bianco · e6 pedone del nero · g6 cavallo del nero · d5 cavallo del bianco · g5 pedone del bianco · a4 torre del nero · b4 pedone del nero · e4 donna del bianco · g4 cavallo del nero · h4 alfiere del nero · c3 pedone del nero · e3 pedone del nero · g3 pedone del nero · d2 pedone del bianco · e2 re del nero · f2 pedone del bianco · d1 torre del bianco · f1 torre del bianco | c8 alfiere del bianco · d6 re del bianco · e6 pedone del nero · g6 cavallo del nero · d5 cavallo del bianco · g5 pedone del bianco · a4 torre del nero · b4 pedone del nero · e4 donna del bianco · g4 cavallo del nero · h4 alfiere del nero · c3 pedone del nero · e3 pedone del nero · g3 pedone del nero · d2 pedone del bianco · e2 re del nero · f2 pedone del bianco · d1 torre del bianco · f1 torre del bianco | c8 alfiere del bianco · d6 re del bianco · e6 pedone del nero · g6 cavallo del nero · d5 cavallo del bianco · g5 pedone del bianco · a4 torre del nero · b4 pedone del nero · e4 donna del bianco · g4 cavallo del nero · h4 alfiere del nero · c3 pedone del nero · e3 pedone del nero · g3 pedone del nero · d2 pedone del bianco · e2 re del nero · f2 pedone del bianco · d1 torre del bianco · f1 torre del bianco | c8 alfiere del bianco · d6 re del bianco · e6 pedone del nero · g6 cavallo del nero · d5 cavallo del bianco · g5 pedone del bianco · a4 torre del nero · b4 pedone del nero · e4 donna del bianco · g4 cavallo del nero · h4 alfiere del nero · c3 pedone del nero · e3 pedone del nero · g3 pedone del nero · d2 pedone del bianco · e2 re del nero · f2 pedone del bianco · d1 torre del bianco · f1 torre del bianco | c8 alfiere del bianco · d6 re del bianco · e6 pedone del nero · g6 cavallo del nero · d5 cavallo del bianco · g5 pedone del bianco · a4 torre del nero · b4 pedone del nero · e4 donna del bianco · g4 cavallo del nero · h4 alfiere del nero · c3 pedone del nero · e3 pedone del nero · g3 pedone del nero · d2 pedone del bianco · e2 re del nero · f2 pedone del bianco · d1 torre del bianco · f1 torre del bianco | 8 |
| 7 | c8 alfiere del bianco · d6 re del bianco · e6 pedone del nero · g6 cavallo del nero · d5 cavallo del bianco · g5 pedone del bianco · a4 torre del nero · b4 pedone del nero · e4 donna del bianco · g4 cavallo del nero · h4 alfiere del nero · c3 pedone del nero · e3 pedone del nero · g3 pedone del nero · d2 pedone del bianco · e2 re del nero · f2 pedone del bianco · d1 torre del bianco · f1 torre del bianco | c8 alfiere del bianco · d6 re del bianco · e6 pedone del nero · g6 cavallo del nero · d5 cavallo del bianco · g5 pedone del bianco · a4 torre del nero · b4 pedone del nero · e4 donna del bianco · g4 cavallo del nero · h4 alfiere del nero · c3 pedone del nero · e3 pedone del nero · g3 pedone del nero · d2 pedone del bianco · e2 re del nero · f2 pedone del bianco · d1 torre del bianco · f1 torre del bianco | c8 alfiere del bianco · d6 re del bianco · e6 pedone del nero · g6 cavallo del nero · d5 cavallo del bianco · g5 pedone del bianco · a4 torre del nero · b4 pedone del nero · e4 donna del bianco · g4 cavallo del nero · h4 alfiere del nero · c3 pedone del nero · e3 pedone del nero · g3 pedone del nero · d2 pedone del bianco · e2 re del nero · f2 pedone del bianco · d1 torre del bianco · f1 torre del bianco | c8 alfiere del bianco · d6 re del bianco · e6 pedone del nero · g6 cavallo del nero · d5 cavallo del bianco · g5 pedone del bianco · a4 torre del nero · b4 pedone del nero · e4 donna del bianco · g4 cavallo del nero · h4 alfiere del nero · c3 pedone del nero · e3 pedone del nero · g3 pedone del nero · d2 pedone del bianco · e2 re del nero · f2 pedone del bianco · d1 torre del bianco · f1 torre del bianco | c8 alfiere del bianco · d6 re del bianco · e6 pedone del nero · g6 cavallo del nero · d5 cavallo del bianco · g5 pedone del bianco · a4 torre del nero · b4 pedone del nero · e4 donna del bianco · g4 cavallo del nero · h4 alfiere del nero · c3 pedone del nero · e3 pedone del nero · g3 pedone del nero · d2 pedone del bianco · e2 re del nero · f2 pedone del bianco · d1 torre del bianco · f1 torre del bianco | c8 alfiere del bianco · d6 re del bianco · e6 pedone del nero · g6 cavallo del nero · d5 cavallo del bianco · g5 pedone del bianco · a4 torre del nero · b4 pedone del nero · e4 donna del bianco · g4 cavallo del nero · h4 alfiere del nero · c3 pedone del nero · e3 pedone del nero · g3 pedone del nero · d2 pedone del bianco · e2 re del nero · f2 pedone del bianco · d1 torre del bianco · f1 torre del bianco | c8 alfiere del bianco · d6 re del bianco · e6 pedone del nero · g6 cavallo del nero · d5 cavallo del bianco · g5 pedone del bianco · a4 torre del nero · b4 pedone del nero · e4 donna del bianco · g4 cavallo del nero · h4 alfiere del nero · c3 pedone del nero · e3 pedone del nero · g3 pedone del nero · d2 pedone del bianco · e2 re del nero · f2 pedone del bianco · d1 torre del bianco · f1 torre del bianco | c8 alfiere del bianco · d6 re del bianco · e6 pedone del nero · g6 cavallo del nero · d5 cavallo del bianco · g5 pedone del bianco · a4 torre del nero · b4 pedone del nero · e4 donna del bianco · g4 cavallo del nero · h4 alfiere del nero · c3 pedone del nero · e3 pedone del nero · g3 pedone del nero · d2 pedone del bianco · e2 re del nero · f2 pedone del bianco · d1 torre del bianco · f1 torre del bianco | 7 |
| 6 | c8 alfiere del bianco · d6 re del bianco · e6 pedone del nero · g6 cavallo del nero · d5 cavallo del bianco · g5 pedone del bianco · a4 torre del nero · b4 pedone del nero · e4 donna del bianco · g4 cavallo del nero · h4 alfiere del nero · c3 pedone del nero · e3 pedone del nero · g3 pedone del nero · d2 pedone del bianco · e2 re del nero · f2 pedone del bianco · d1 torre del bianco · f1 torre del bianco | c8 alfiere del bianco · d6 re del bianco · e6 pedone del nero · g6 cavallo del nero · d5 cavallo del bianco · g5 pedone del bianco · a4 torre del nero · b4 pedone del nero · e4 donna del bianco · g4 cavallo del nero · h4 alfiere del nero · c3 pedone del nero · e3 pedone del nero · g3 pedone del nero · d2 pedone del bianco · e2 re del nero · f2 pedone del bianco · d1 torre del bianco · f1 torre del bianco | c8 alfiere del bianco · d6 re del bianco · e6 pedone del nero · g6 cavallo del nero · d5 cavallo del bianco · g5 pedone del bianco · a4 torre del nero · b4 pedone del nero · e4 donna del bianco · g4 cavallo del nero · h4 alfiere del nero · c3 pedone del nero · e3 pedone del nero · g3 pedone del nero · d2 pedone del bianco · e2 re del nero · f2 pedone del bianco · d1 torre del bianco · f1 torre del bianco | c8 alfiere del bianco · d6 re del bianco · e6 pedone del nero · g6 cavallo del nero · d5 cavallo del bianco · g5 pedone del bianco · a4 torre del nero · b4 pedone del nero · e4 donna del bianco · g4 cavallo del nero · h4 alfiere del nero · c3 pedone del nero · e3 pedone del nero · g3 pedone del nero · d2 pedone del bianco · e2 re del nero · f2 pedone del bianco · d1 torre del bianco · f1 torre del bianco | c8 alfiere del bianco · d6 re del bianco · e6 pedone del nero · g6 cavallo del nero · d5 cavallo del bianco · g5 pedone del bianco · a4 torre del nero · b4 pedone del nero · e4 donna del bianco · g4 cavallo del nero · h4 alfiere del nero · c3 pedone del nero · e3 pedone del nero · g3 pedone del nero · d2 pedone del bianco · e2 re del nero · f2 pedone del bianco · d1 torre del bianco · f1 torre del bianco | c8 alfiere del bianco · d6 re del bianco · e6 pedone del nero · g6 cavallo del nero · d5 cavallo del bianco · g5 pedone del bianco · a4 torre del nero · b4 pedone del nero · e4 donna del bianco · g4 cavallo del nero · h4 alfiere del nero · c3 pedone del nero · e3 pedone del nero · g3 pedone del nero · d2 pedone del bianco · e2 re del nero · f2 pedone del bianco · d1 torre del bianco · f1 torre del bianco | c8 alfiere del bianco · d6 re del bianco · e6 pedone del nero · g6 cavallo del nero · d5 cavallo del bianco · g5 pedone del bianco · a4 torre del nero · b4 pedone del nero · e4 donna del bianco · g4 cavallo del nero · h4 alfiere del nero · c3 pedone del nero · e3 pedone del nero · g3 pedone del nero · d2 pedone del bianco · e2 re del nero · f2 pedone del bianco · d1 torre del bianco · f1 torre del bianco | c8 alfiere del bianco · d6 re del bianco · e6 pedone del nero · g6 cavallo del nero · d5 cavallo del bianco · g5 pedone del bianco · a4 torre del nero · b4 pedone del nero · e4 donna del bianco · g4 cavallo del nero · h4 alfiere del nero · c3 pedone del nero · e3 pedone del nero · g3 pedone del nero · d2 pedone del bianco · e2 re del nero · f2 pedone del bianco · d1 torre del bianco · f1 torre del bianco | 6 |
| 5 | c8 alfiere del bianco · d6 re del bianco · e6 pedone del nero · g6 cavallo del nero · d5 cavallo del bianco · g5 pedone del bianco · a4 torre del nero · b4 pedone del nero · e4 donna del bianco · g4 cavallo del nero · h4 alfiere del nero · c3 pedone del nero · e3 pedone del nero · g3 pedone del nero · d2 pedone del bianco · e2 re del nero · f2 pedone del bianco · d1 torre del bianco · f1 torre del bianco | c8 alfiere del bianco · d6 re del bianco · e6 pedone del nero · g6 cavallo del nero · d5 cavallo del bianco · g5 pedone del bianco · a4 torre del nero · b4 pedone del nero · e4 donna del bianco · g4 cavallo del nero · h4 alfiere del nero · c3 pedone del nero · e3 pedone del nero · g3 pedone del nero · d2 pedone del bianco · e2 re del nero · f2 pedone del bianco · d1 torre del bianco · f1 torre del bianco | c8 alfiere del bianco · d6 re del bianco · e6 pedone del nero · g6 cavallo del nero · d5 cavallo del bianco · g5 pedone del bianco · a4 torre del nero · b4 pedone del nero · e4 donna del bianco · g4 cavallo del nero · h4 alfiere del nero · c3 pedone del nero · e3 pedone del nero · g3 pedone del nero · d2 pedone del bianco · e2 re del nero · f2 pedone del bianco · d1 torre del bianco · f1 torre del bianco | c8 alfiere del bianco · d6 re del bianco · e6 pedone del nero · g6 cavallo del nero · d5 cavallo del bianco · g5 pedone del bianco · a4 torre del nero · b4 pedone del nero · e4 donna del bianco · g4 cavallo del nero · h4 alfiere del nero · c3 pedone del nero · e3 pedone del nero · g3 pedone del nero · d2 pedone del bianco · e2 re del nero · f2 pedone del bianco · d1 torre del bianco · f1 torre del bianco | c8 alfiere del bianco · d6 re del bianco · e6 pedone del nero · g6 cavallo del nero · d5 cavallo del bianco · g5 pedone del bianco · a4 torre del nero · b4 pedone del nero · e4 donna del bianco · g4 cavallo del nero · h4 alfiere del nero · c3 pedone del nero · e3 pedone del nero · g3 pedone del nero · d2 pedone del bianco · e2 re del nero · f2 pedone del bianco · d1 torre del bianco · f1 torre del bianco | c8 alfiere del bianco · d6 re del bianco · e6 pedone del nero · g6 cavallo del nero · d5 cavallo del bianco · g5 pedone del bianco · a4 torre del nero · b4 pedone del nero · e4 donna del bianco · g4 cavallo del nero · h4 alfiere del nero · c3 pedone del nero · e3 pedone del nero · g3 pedone del nero · d2 pedone del bianco · e2 re del nero · f2 pedone del bianco · d1 torre del bianco · f1 torre del bianco | c8 alfiere del bianco · d6 re del bianco · e6 pedone del nero · g6 cavallo del nero · d5 cavallo del bianco · g5 pedone del bianco · a4 torre del nero · b4 pedone del nero · e4 donna del bianco · g4 cavallo del nero · h4 alfiere del nero · c3 pedone del nero · e3 pedone del nero · g3 pedone del nero · d2 pedone del bianco · e2 re del nero · f2 pedone del bianco · d1 torre del bianco · f1 torre del bianco | c8 alfiere del bianco · d6 re del bianco · e6 pedone del nero · g6 cavallo del nero · d5 cavallo del bianco · g5 pedone del bianco · a4 torre del nero · b4 pedone del nero · e4 donna del bianco · g4 cavallo del nero · h4 alfiere del nero · c3 pedone del nero · e3 pedone del nero · g3 pedone del nero · d2 pedone del bianco · e2 re del nero · f2 pedone del bianco · d1 torre del bianco · f1 torre del bianco | 5 |
| 4 | c8 alfiere del bianco · d6 re del bianco · e6 pedone del nero · g6 cavallo del nero · d5 cavallo del bianco · g5 pedone del bianco · a4 torre del nero · b4 pedone del nero · e4 donna del bianco · g4 cavallo del nero · h4 alfiere del nero · c3 pedone del nero · e3 pedone del nero · g3 pedone del nero · d2 pedone del bianco · e2 re del nero · f2 pedone del bianco · d1 torre del bianco · f1 torre del bianco | c8 alfiere del bianco · d6 re del bianco · e6 pedone del nero · g6 cavallo del nero · d5 cavallo del bianco · g5 pedone del bianco · a4 torre del nero · b4 pedone del nero · e4 donna del bianco · g4 cavallo del nero · h4 alfiere del nero · c3 pedone del nero · e3 pedone del nero · g3 pedone del nero · d2 pedone del bianco · e2 re del nero · f2 pedone del bianco · d1 torre del bianco · f1 torre del bianco | c8 alfiere del bianco · d6 re del bianco · e6 pedone del nero · g6 cavallo del nero · d5 cavallo del bianco · g5 pedone del bianco · a4 torre del nero · b4 pedone del nero · e4 donna del bianco · g4 cavallo del nero · h4 alfiere del nero · c3 pedone del nero · e3 pedone del nero · g3 pedone del nero · d2 pedone del bianco · e2 re del nero · f2 pedone del bianco · d1 torre del bianco · f1 torre del bianco | c8 alfiere del bianco · d6 re del bianco · e6 pedone del nero · g6 cavallo del nero · d5 cavallo del bianco · g5 pedone del bianco · a4 torre del nero · b4 pedone del nero · e4 donna del bianco · g4 cavallo del nero · h4 alfiere del nero · c3 pedone del nero · e3 pedone del nero · g3 pedone del nero · d2 pedone del bianco · e2 re del nero · f2 pedone del bianco · d1 torre del bianco · f1 torre del bianco | c8 alfiere del bianco · d6 re del bianco · e6 pedone del nero · g6 cavallo del nero · d5 cavallo del bianco · g5 pedone del bianco · a4 torre del nero · b4 pedone del nero · e4 donna del bianco · g4 cavallo del nero · h4 alfiere del nero · c3 pedone del nero · e3 pedone del nero · g3 pedone del nero · d2 pedone del bianco · e2 re del nero · f2 pedone del bianco · d1 torre del bianco · f1 torre del bianco | c8 alfiere del bianco · d6 re del bianco · e6 pedone del nero · g6 cavallo del nero · d5 cavallo del bianco · g5 pedone del bianco · a4 torre del nero · b4 pedone del nero · e4 donna del bianco · g4 cavallo del nero · h4 alfiere del nero · c3 pedone del nero · e3 pedone del nero · g3 pedone del nero · d2 pedone del bianco · e2 re del nero · f2 pedone del bianco · d1 torre del bianco · f1 torre del bianco | c8 alfiere del bianco · d6 re del bianco · e6 pedone del nero · g6 cavallo del nero · d5 cavallo del bianco · g5 pedone del bianco · a4 torre del nero · b4 pedone del nero · e4 donna del bianco · g4 cavallo del nero · h4 alfiere del nero · c3 pedone del nero · e3 pedone del nero · g3 pedone del nero · d2 pedone del bianco · e2 re del nero · f2 pedone del bianco · d1 torre del bianco · f1 torre del bianco | c8 alfiere del bianco · d6 re del bianco · e6 pedone del nero · g6 cavallo del nero · d5 cavallo del bianco · g5 pedone del bianco · a4 torre del nero · b4 pedone del nero · e4 donna del bianco · g4 cavallo del nero · h4 alfiere del nero · c3 pedone del nero · e3 pedone del nero · g3 pedone del nero · d2 pedone del bianco · e2 re del nero · f2 pedone del bianco · d1 torre del bianco · f1 torre del bianco | 4 |
| 3 | c8 alfiere del bianco · d6 re del bianco · e6 pedone del nero · g6 cavallo del nero · d5 cavallo del bianco · g5 pedone del bianco · a4 torre del nero · b4 pedone del nero · e4 donna del bianco · g4 cavallo del nero · h4 alfiere del nero · c3 pedone del nero · e3 pedone del nero · g3 pedone del nero · d2 pedone del bianco · e2 re del nero · f2 pedone del bianco · d1 torre del bianco · f1 torre del bianco | c8 alfiere del bianco · d6 re del bianco · e6 pedone del nero · g6 cavallo del nero · d5 cavallo del bianco · g5 pedone del bianco · a4 torre del nero · b4 pedone del nero · e4 donna del bianco · g4 cavallo del nero · h4 alfiere del nero · c3 pedone del nero · e3 pedone del nero · g3 pedone del nero · d2 pedone del bianco · e2 re del nero · f2 pedone del bianco · d1 torre del bianco · f1 torre del bianco | c8 alfiere del bianco · d6 re del bianco · e6 pedone del nero · g6 cavallo del nero · d5 cavallo del bianco · g5 pedone del bianco · a4 torre del nero · b4 pedone del nero · e4 donna del bianco · g4 cavallo del nero · h4 alfiere del nero · c3 pedone del nero · e3 pedone del nero · g3 pedone del nero · d2 pedone del bianco · e2 re del nero · f2 pedone del bianco · d1 torre del bianco · f1 torre del bianco | c8 alfiere del bianco · d6 re del bianco · e6 pedone del nero · g6 cavallo del nero · d5 cavallo del bianco · g5 pedone del bianco · a4 torre del nero · b4 pedone del nero · e4 donna del bianco · g4 cavallo del nero · h4 alfiere del nero · c3 pedone del nero · e3 pedone del nero · g3 pedone del nero · d2 pedone del bianco · e2 re del nero · f2 pedone del bianco · d1 torre del bianco · f1 torre del bianco | c8 alfiere del bianco · d6 re del bianco · e6 pedone del nero · g6 cavallo del nero · d5 cavallo del bianco · g5 pedone del bianco · a4 torre del nero · b4 pedone del nero · e4 donna del bianco · g4 cavallo del nero · h4 alfiere del nero · c3 pedone del nero · e3 pedone del nero · g3 pedone del nero · d2 pedone del bianco · e2 re del nero · f2 pedone del bianco · d1 torre del bianco · f1 torre del bianco | c8 alfiere del bianco · d6 re del bianco · e6 pedone del nero · g6 cavallo del nero · d5 cavallo del bianco · g5 pedone del bianco · a4 torre del nero · b4 pedone del nero · e4 donna del bianco · g4 cavallo del nero · h4 alfiere del nero · c3 pedone del nero · e3 pedone del nero · g3 pedone del nero · d2 pedone del bianco · e2 re del nero · f2 pedone del bianco · d1 torre del bianco · f1 torre del bianco | c8 alfiere del bianco · d6 re del bianco · e6 pedone del nero · g6 cavallo del nero · d5 cavallo del bianco · g5 pedone del bianco · a4 torre del nero · b4 pedone del nero · e4 donna del bianco · g4 cavallo del nero · h4 alfiere del nero · c3 pedone del nero · e3 pedone del nero · g3 pedone del nero · d2 pedone del bianco · e2 re del nero · f2 pedone del bianco · d1 torre del bianco · f1 torre del bianco | c8 alfiere del bianco · d6 re del bianco · e6 pedone del nero · g6 cavallo del nero · d5 cavallo del bianco · g5 pedone del bianco · a4 torre del nero · b4 pedone del nero · e4 donna del bianco · g4 cavallo del nero · h4 alfiere del nero · c3 pedone del nero · e3 pedone del nero · g3 pedone del nero · d2 pedone del bianco · e2 re del nero · f2 pedone del bianco · d1 torre del bianco · f1 torre del bianco | 3 |
| 2 | c8 alfiere del bianco · d6 re del bianco · e6 pedone del nero · g6 cavallo del nero · d5 cavallo del bianco · g5 pedone del bianco · a4 torre del nero · b4 pedone del nero · e4 donna del bianco · g4 cavallo del nero · h4 alfiere del nero · c3 pedone del nero · e3 pedone del nero · g3 pedone del nero · d2 pedone del bianco · e2 re del nero · f2 pedone del bianco · d1 torre del bianco · f1 torre del bianco | c8 alfiere del bianco · d6 re del bianco · e6 pedone del nero · g6 cavallo del nero · d5 cavallo del bianco · g5 pedone del bianco · a4 torre del nero · b4 pedone del nero · e4 donna del bianco · g4 cavallo del nero · h4 alfiere del nero · c3 pedone del nero · e3 pedone del nero · g3 pedone del nero · d2 pedone del bianco · e2 re del nero · f2 pedone del bianco · d1 torre del bianco · f1 torre del bianco | c8 alfiere del bianco · d6 re del bianco · e6 pedone del nero · g6 cavallo del nero · d5 cavallo del bianco · g5 pedone del bianco · a4 torre del nero · b4 pedone del nero · e4 donna del bianco · g4 cavallo del nero · h4 alfiere del nero · c3 pedone del nero · e3 pedone del nero · g3 pedone del nero · d2 pedone del bianco · e2 re del nero · f2 pedone del bianco · d1 torre del bianco · f1 torre del bianco | c8 alfiere del bianco · d6 re del bianco · e6 pedone del nero · g6 cavallo del nero · d5 cavallo del bianco · g5 pedone del bianco · a4 torre del nero · b4 pedone del nero · e4 donna del bianco · g4 cavallo del nero · h4 alfiere del nero · c3 pedone del nero · e3 pedone del nero · g3 pedone del nero · d2 pedone del bianco · e2 re del nero · f2 pedone del bianco · d1 torre del bianco · f1 torre del bianco | c8 alfiere del bianco · d6 re del bianco · e6 pedone del nero · g6 cavallo del nero · d5 cavallo del bianco · g5 pedone del bianco · a4 torre del nero · b4 pedone del nero · e4 donna del bianco · g4 cavallo del nero · h4 alfiere del nero · c3 pedone del nero · e3 pedone del nero · g3 pedone del nero · d2 pedone del bianco · e2 re del nero · f2 pedone del bianco · d1 torre del bianco · f1 torre del bianco | c8 alfiere del bianco · d6 re del bianco · e6 pedone del nero · g6 cavallo del nero · d5 cavallo del bianco · g5 pedone del bianco · a4 torre del nero · b4 pedone del nero · e4 donna del bianco · g4 cavallo del nero · h4 alfiere del nero · c3 pedone del nero · e3 pedone del nero · g3 pedone del nero · d2 pedone del bianco · e2 re del nero · f2 pedone del bianco · d1 torre del bianco · f1 torre del bianco | c8 alfiere del bianco · d6 re del bianco · e6 pedone del nero · g6 cavallo del nero · d5 cavallo del bianco · g5 pedone del bianco · a4 torre del nero · b4 pedone del nero · e4 donna del bianco · g4 cavallo del nero · h4 alfiere del nero · c3 pedone del nero · e3 pedone del nero · g3 pedone del nero · d2 pedone del bianco · e2 re del nero · f2 pedone del bianco · d1 torre del bianco · f1 torre del bianco | c8 alfiere del bianco · d6 re del bianco · e6 pedone del nero · g6 cavallo del nero · d5 cavallo del bianco · g5 pedone del bianco · a4 torre del nero · b4 pedone del nero · e4 donna del bianco · g4 cavallo del nero · h4 alfiere del nero · c3 pedone del nero · e3 pedone del nero · g3 pedone del nero · d2 pedone del bianco · e2 re del nero · f2 pedone del bianco · d1 torre del bianco · f1 torre del bianco | 2 |
| 1 | c8 alfiere del bianco · d6 re del bianco · e6 pedone del nero · g6 cavallo del nero · d5 cavallo del bianco · g5 pedone del bianco · a4 torre del nero · b4 pedone del nero · e4 donna del bianco · g4 cavallo del nero · h4 alfiere del nero · c3 pedone del nero · e3 pedone del nero · g3 pedone del nero · d2 pedone del bianco · e2 re del nero · f2 pedone del bianco · d1 torre del bianco · f1 torre del bianco | c8 alfiere del bianco · d6 re del bianco · e6 pedone del nero · g6 cavallo del nero · d5 cavallo del bianco · g5 pedone del bianco · a4 torre del nero · b4 pedone del nero · e4 donna del bianco · g4 cavallo del nero · h4 alfiere del nero · c3 pedone del nero · e3 pedone del nero · g3 pedone del nero · d2 pedone del bianco · e2 re del nero · f2 pedone del bianco · d1 torre del bianco · f1 torre del bianco | c8 alfiere del bianco · d6 re del bianco · e6 pedone del nero · g6 cavallo del nero · d5 cavallo del bianco · g5 pedone del bianco · a4 torre del nero · b4 pedone del nero · e4 donna del bianco · g4 cavallo del nero · h4 alfiere del nero · c3 pedone del nero · e3 pedone del nero · g3 pedone del nero · d2 pedone del bianco · e2 re del nero · f2 pedone del bianco · d1 torre del bianco · f1 torre del bianco | c8 alfiere del bianco · d6 re del bianco · e6 pedone del nero · g6 cavallo del nero · d5 cavallo del bianco · g5 pedone del bianco · a4 torre del nero · b4 pedone del nero · e4 donna del bianco · g4 cavallo del nero · h4 alfiere del nero · c3 pedone del nero · e3 pedone del nero · g3 pedone del nero · d2 pedone del bianco · e2 re del nero · f2 pedone del bianco · d1 torre del bianco · f1 torre del bianco | c8 alfiere del bianco · d6 re del bianco · e6 pedone del nero · g6 cavallo del nero · d5 cavallo del bianco · g5 pedone del bianco · a4 torre del nero · b4 pedone del nero · e4 donna del bianco · g4 cavallo del nero · h4 alfiere del nero · c3 pedone del nero · e3 pedone del nero · g3 pedone del nero · d2 pedone del bianco · e2 re del nero · f2 pedone del bianco · d1 torre del bianco · f1 torre del bianco | c8 alfiere del bianco · d6 re del bianco · e6 pedone del nero · g6 cavallo del nero · d5 cavallo del bianco · g5 pedone del bianco · a4 torre del nero · b4 pedone del nero · e4 donna del bianco · g4 cavallo del nero · h4 alfiere del nero · c3 pedone del nero · e3 pedone del nero · g3 pedone del nero · d2 pedone del bianco · e2 re del nero · f2 pedone del bianco · d1 torre del bianco · f1 torre del bianco | c8 alfiere del bianco · d6 re del bianco · e6 pedone del nero · g6 cavallo del nero · d5 cavallo del bianco · g5 pedone del bianco · a4 torre del nero · b4 pedone del nero · e4 donna del bianco · g4 cavallo del nero · h4 alfiere del nero · c3 pedone del nero · e3 pedone del nero · g3 pedone del nero · d2 pedone del bianco · e2 re del nero · f2 pedone del bianco · d1 torre del bianco · f1 torre del bianco | c8 alfiere del bianco · d6 re del bianco · e6 pedone del nero · g6 cavallo del nero · d5 cavallo del bianco · g5 pedone del bianco · a4 torre del nero · b4 pedone del nero · e4 donna del bianco · g4 cavallo del nero · h4 alfiere del nero · c3 pedone del nero · e3 pedone del nero · g3 pedone del nero · d2 pedone del bianco · e2 re del nero · f2 pedone del bianco · d1 torre del bianco · f1 torre del bianco | 1 |
|   | a | b | c | d | e | f | g | h |   |

Soluzione:
Tentativi:

1. dxc3? (2. Dxg4#), ma 1... b3!

1. fxe3? (2. Dc4#), ma 1... C4e5!

1. fxg3? (2. Dc4#), ma 1... Axg3+!

1. f3? (2. Dc4#), ma 1... exd5!

1. f4? (2. Dc4#), ma 1... C6e5!
Chiave: 1. d4!  (min. 2. Dxg4#)

1... Ta6+  2. Axa6#

1... Ch2/h6/f6/C4e5  2. Dxe3#

1... Cxf2  2. Dxe3#/Tfe1#

Questa pagina riporta alcuni dei principali temi e termini usati nell'ambito dei problemi di scacchi.
Albino – problema la cui soluzione prevede che un pedone bianco faccia tutte le mosse possibili: avanti di due case,  avanti di una casa, cattura a sinistra, cattura a destra. Se questo accade per un pedone nero, il problema è detto "Pickaninny". (Vedi un esempio a destra).
Allumwandlung  – problema la cui soluzione prevede la promozione di uno o più pedoni a tutti i quattro pezzi possibili (alfiere, cavallo, torre e donna). Le promozioni possono essere fatte sia dal bianco che dal nero.
Anti-Bristol – interferenza di un pezzo nero da parte di un altro che muove lungo la stessa linea (ciò non è possibile per il cavallo). Se i pezzi muovono su linee diverse si ha un Holzhausen.
Anticipazione – un problema con una posizione iniziale già apparsa in problemi precedentemente pubblicati è detto anticipato. Non occorre che la posizione sia esattamente la stessa, è sufficiente che sia molto simile. Se ciò è fatto deliberatamente il problema è detto plagiato. Se il tema e la posizione sono abbastanza semplici, c'è una reale possibilità che ciò accada, perché il numero di posizioni legali è molto grande, ma finito, e i problemi sono composti da centinaia di anni. Accade spesso che tale anticipazione non sia notata immediatamente. Per controllare che non vi siano anticipazioni, il compositore può consultare diversi database di problemi, disponibili anche online.
Aristocratico – problema che non ha pedoni nella posizione iniziale.
Babson – problema nel quale il nero si difende promuovendo a tutti i possibili pezzi e il bianco risponde promuovendo ai medesimi pezzi. È una forma estrema di allumwandlung. Prende nome dal compositore americano Joseph Ney Babson.
Batteria – una coppia di pezzi (di solito bianchi) sono posti sulle stessa linea di gioco, con il pezzo frontale che, spostandosi, permette lo scacco di scoperta da parte dell'altro pezzo. Se per esempio un cavallo bianco si trova in posizione intermedia tra una torre bianca e il re nero, lo spostamento del cavallo permette alla batteria di entrare in azione, dando scacco matto al re nero.
Blocco – in un problema di blocco la chiave non crea alcuna minaccia, ma pone il nero in una situazione di zugzwang. Qualsiasi risposta del nero permette al bianco di dare subito matto (in un due mosse), oppure di proseguire nella variante che porta al matto (in un tre o più mosse). In un "blocco completo"  tutte le mosse del nero conducono al matto, mentre in un "blocco incompleto" non tutte le mosse del gioco apparente (in cui il nero muove per primo) permettono al bianco di mattare, ma la chiave crea la possibilità di mattare anche per le altre.  Il blocco è detto "a matti cambiati" (Mutate in inglese) quando le varianti del gioco reale e del gioco apparente sono in parte o del tutto diverse.
Chiave – la prima mossa della soluzione, cioè del gioco reale. Se non diversamente indicato nell'enunciato la chiave deve essere unica, altrimenti il problema è considerato "demolito" (cooked in inglese).
Duale – la presenza di una o più soluzioni non previste dal compositore. Ciò è considerato un grave difetto e il problema viene squalificato dai concorsi. In passato non era raro che venissero premiati problemi con duali, che solo in seguito venivano scoperti.  Nei concorsi moderni, grazie al controllo con il computer, i duali sono pressoché scomparsi. Esistono però particolari problemi, detti di "Eliminazione progressiva matti multipli" (EPMM), in cui i duali sono tematici, e quindi permessi.
Duplex – problema risolvibile sia con mossa al Bianco che al Nero. È più comune nei problemi di aiutomatto.
Economia – il concetto di economia è ritenuto importante per la qualità di un problema. Può assumere diversi significati: economia di pezzi nella posizione iniziale (non devono esserci pezzi non coinvolti nella soluzione), economia di spazio (utilizzo di tutta la scacchiera) ed economia tematica (le varianti della soluzione devono essere il più possibile aderenti al tema del problema).
Excelsior – problema la cui soluzione prevede che un pedone partente dalla casa iniziale raggiunga la casa di promozione per dare matto. Il nome deriva da un famoso problema di Sam Loyd.
Casa di fuga (Flight square in inglese) – casa nella quale il Re nero può spostarsi, cioè non guardata da pezzi bianchi e non occupata da un pezzo nero. Se il nero muove un pezzo in una casa adiacente al re, limitandone la mobilità, si ha un "auto-blocco" (self-block). Se invece muove un pezzo lontano da tale casa si ha uno "sgombero di casa" (square-vacation).
Gioco apparente (Set play) – varianti che si possono verificare ammettendo che il Nero muova per primo. Verificare la presenza o meno di tali varianti è utile per la soluzione del problema, in quanto la chiave del gioco reale (la soluzione effettiva) può spesso condurre a varianti simili od anche uguali a quelle del gioco apparente, nel qual caso si ha un problema di blocco completo.
Gioco reale - il gioco che segue alla chiave, cioè la soluzione effettiva.
Gioco secondario (By-play) – varianti della soluzione non direttamente collegate al tema del problema.
Gioco virtuale (Virtual play) – il gioco derivante dai tentativi di soluzione. Alcuni tentativi  (try in inglese) possono condurre a posizioni di matto ma ciascuno di essi è confutato da una singola difesa del nero. Contrapposto al gioco apparente e al gioco reale.
Grimshaw  – tema problemistico molto utilizzato in cui due pezzi neri interferiscono uno con l'altro nella stessa casa. Prende il nome del compositore inglese Walter Grimshaw.
Holzhausen – interferenza di un pezzo nero da parte di un altro pezzo nero con la stessa azione lineare, ma che muove lungo una diversa linea. Se i pezzi muovono lungo la stessa linea si ha un anti-Bristol. Prende il nome del giocatore e compositore Walther von Holzhausen.
Interferenza – interruzione o limitazione dell'azione di un pezzo da parte di un altro pezzo. Vi sono vari temi che fanno uso di interferenze, tra cui il Grimshaw, il Novotny, l'Holzhausen e il Plachutta.
Lacny – tema in cui in una fase di gioco alle difese a, b, c corrispondono i matti A, B, C, ed in un'altra fase di gioco i matti B, C, A. È detto anche ciclo Lacny. Prende il nome del compositore Ludovit Lacný.
Matti omologhi - si hanno matti omologhi quando ad una difesa di un pezzo nero specifico (Donna, Torre, Alfiere, Cavallo, Pedone) il bianco risponde con un matto dato dallo stesso tipo di pezzo. L'omologia può riguardare le figure tracciate da pezzi contrapposti nelle variati della soluzione. Il termine deriva da uno studio dei Fratelli Mai (Il Problema, 1931).
Matto ideale (Ideal mate) – posizione di scacco matto in cui tutti i pezzi di entrambi i colori prendono parte al matto.
Matto modello (Model mate) – un matto puro in cui tutte le unità, con la possibile eccezione del Re e dei pedoni, prendono parte al matto. Particolarmente apprezzato dai compositori della Scuola boema di composizione.
Matto puro (Pure mate) – posizione di matto in cui sia la casa in cui si trova il Re nero che le case adiacenti sono attaccate solo una volta.
Maximummer – problema con la condizione aggiuntiva che il nero deve fare le mosse geometricamente più lunghe che sono disponibili. Se vi sono più mosse della stessa lunghezza il nero può scegliere una di esse. Questa condizione è applicata più spesso ai problemi di automatto.
Minaccia (Threat) – variante seguente alla chiave che conduce al matto se il Nero non si difende. I problemi che non hanno minacce immediatamente seguenti alla chiave sono detti di blocco ( o di zugzwang).
Miniatura – problema o studio con al massimo sette pezzi (compresi il Re e i pedoni) nella posizione iniziale.
Novotny – tema in cui un pezzo bianco sacrificato può essere catturato da due pezzi neri di diversa azione, ciascuno dei quali interferisce l'azione dell'altro. Prende il nome del compositore boemo Antonin Novotny.
Pickaninny –  problema in cui un pedone nero nella sua posizione di partenza esegue, nelle varianti della soluzione, tutte le quattro mosse disponibili: avanti di due case, avanti di una casa, cattura a destra e cattura a sinistra. Quando ciò avviene per un pedone bianco si ha un "Albino".
Plachutta – tema in cui un pezzo bianco può essere catturato da due pezzi neri con la stessa azione, ciascuno dei quali interferisce l'azione dell'altro. Si tratta in pratica di due interferenze Holzhausen provocate dal sacrificio di un pezzo bianco nella stessa casa critica. Prende il nome del compositore ungherese Josef Plachutta.
Reflex - problema di automatto in cui sia il Bianco che il Nero sono obbligati a dare matto quando ne hanno la possibilità. Quando solo il Nero è obbligato a farlo si ha un "Semi-Reflex". Introdotto alla fine dell'800 dal compositore inglese Benjamin Glover Laws.
Sgombero di linea (Line clearance) – spostamento di un pezzo allo scopo di permettere il movimento di un altro pezzo del medesimo colore lungo una particolare linea (colonna, traversa o diagonale). Nello "sgombero di casa" il pezzo si sposta per permettere all'altro di occupare la stessa casa. Si parla di "apertura di linea" quando il secondo pezzo si muove nello stesso senso del primo, di "liberazione di linea" quando esso si muove in direzione opposta al primo. Un esempio tipico di apertura di linea si ha nel tema Bristol.
Solus rex (o Rex solus) – problema in cui il nero ha solamente il Re.
Switchback – manovra con cui un pezzo lascia la casa di partenza e poi vi ritorna per eseguire la manovra di matto (per es. una torre che muove da e3 ad e5 e poi ritorna in e3).
Task – tema molto complesso, di difficile realizzazione. Ne sono esempi il tema Babson oppure i problemi di matto in un elevato numero di mosse.
Tema – l'idea che sta alla base del problema, cioè la combinazione che permette di arrivare allo scacco matto.
|   | a | b | c | d | e | f | g | h |   |
| 8 | c8 re del bianco · a7 pedone del nero · c7 pedone del nero · d7 alfiere del bianco · h7 pedone del nero · d6 re del nero · e6 pedone del nero · f6 alfiere del nero · g6 pedone del bianco · b5 cavallo del nero · c5 cavallo del nero · d5 pedone del bianco · d4 pedone del bianco · g4 cavallo del bianco · b3 alfiere del nero · c3 alfiere del bianco · e3 pedone del nero · h3 torre del nero · c2 torre del bianco · d1 torre del bianco · f1 donna del bianco | c8 re del bianco · a7 pedone del nero · c7 pedone del nero · d7 alfiere del bianco · h7 pedone del nero · d6 re del nero · e6 pedone del nero · f6 alfiere del nero · g6 pedone del bianco · b5 cavallo del nero · c5 cavallo del nero · d5 pedone del bianco · d4 pedone del bianco · g4 cavallo del bianco · b3 alfiere del nero · c3 alfiere del bianco · e3 pedone del nero · h3 torre del nero · c2 torre del bianco · d1 torre del bianco · f1 donna del bianco | c8 re del bianco · a7 pedone del nero · c7 pedone del nero · d7 alfiere del bianco · h7 pedone del nero · d6 re del nero · e6 pedone del nero · f6 alfiere del nero · g6 pedone del bianco · b5 cavallo del nero · c5 cavallo del nero · d5 pedone del bianco · d4 pedone del bianco · g4 cavallo del bianco · b3 alfiere del nero · c3 alfiere del bianco · e3 pedone del nero · h3 torre del nero · c2 torre del bianco · d1 torre del bianco · f1 donna del bianco | c8 re del bianco · a7 pedone del nero · c7 pedone del nero · d7 alfiere del bianco · h7 pedone del nero · d6 re del nero · e6 pedone del nero · f6 alfiere del nero · g6 pedone del bianco · b5 cavallo del nero · c5 cavallo del nero · d5 pedone del bianco · d4 pedone del bianco · g4 cavallo del bianco · b3 alfiere del nero · c3 alfiere del bianco · e3 pedone del nero · h3 torre del nero · c2 torre del bianco · d1 torre del bianco · f1 donna del bianco | c8 re del bianco · a7 pedone del nero · c7 pedone del nero · d7 alfiere del bianco · h7 pedone del nero · d6 re del nero · e6 pedone del nero · f6 alfiere del nero · g6 pedone del bianco · b5 cavallo del nero · c5 cavallo del nero · d5 pedone del bianco · d4 pedone del bianco · g4 cavallo del bianco · b3 alfiere del nero · c3 alfiere del bianco · e3 pedone del nero · h3 torre del nero · c2 torre del bianco · d1 torre del bianco · f1 donna del bianco | c8 re del bianco · a7 pedone del nero · c7 pedone del nero · d7 alfiere del bianco · h7 pedone del nero · d6 re del nero · e6 pedone del nero · f6 alfiere del nero · g6 pedone del bianco · b5 cavallo del nero · c5 cavallo del nero · d5 pedone del bianco · d4 pedone del bianco · g4 cavallo del bianco · b3 alfiere del nero · c3 alfiere del bianco · e3 pedone del nero · h3 torre del nero · c2 torre del bianco · d1 torre del bianco · f1 donna del bianco | c8 re del bianco · a7 pedone del nero · c7 pedone del nero · d7 alfiere del bianco · h7 pedone del nero · d6 re del nero · e6 pedone del nero · f6 alfiere del nero · g6 pedone del bianco · b5 cavallo del nero · c5 cavallo del nero · d5 pedone del bianco · d4 pedone del bianco · g4 cavallo del bianco · b3 alfiere del nero · c3 alfiere del bianco · e3 pedone del nero · h3 torre del nero · c2 torre del bianco · d1 torre del bianco · f1 donna del bianco | c8 re del bianco · a7 pedone del nero · c7 pedone del nero · d7 alfiere del bianco · h7 pedone del nero · d6 re del nero · e6 pedone del nero · f6 alfiere del nero · g6 pedone del bianco · b5 cavallo del nero · c5 cavallo del nero · d5 pedone del bianco · d4 pedone del bianco · g4 cavallo del bianco · b3 alfiere del nero · c3 alfiere del bianco · e3 pedone del nero · h3 torre del nero · c2 torre del bianco · d1 torre del bianco · f1 donna del bianco | 8 |
| 7 | c8 re del bianco · a7 pedone del nero · c7 pedone del nero · d7 alfiere del bianco · h7 pedone del nero · d6 re del nero · e6 pedone del nero · f6 alfiere del nero · g6 pedone del bianco · b5 cavallo del nero · c5 cavallo del nero · d5 pedone del bianco · d4 pedone del bianco · g4 cavallo del bianco · b3 alfiere del nero · c3 alfiere del bianco · e3 pedone del nero · h3 torre del nero · c2 torre del bianco · d1 torre del bianco · f1 donna del bianco | c8 re del bianco · a7 pedone del nero · c7 pedone del nero · d7 alfiere del bianco · h7 pedone del nero · d6 re del nero · e6 pedone del nero · f6 alfiere del nero · g6 pedone del bianco · b5 cavallo del nero · c5 cavallo del nero · d5 pedone del bianco · d4 pedone del bianco · g4 cavallo del bianco · b3 alfiere del nero · c3 alfiere del bianco · e3 pedone del nero · h3 torre del nero · c2 torre del bianco · d1 torre del bianco · f1 donna del bianco | c8 re del bianco · a7 pedone del nero · c7 pedone del nero · d7 alfiere del bianco · h7 pedone del nero · d6 re del nero · e6 pedone del nero · f6 alfiere del nero · g6 pedone del bianco · b5 cavallo del nero · c5 cavallo del nero · d5 pedone del bianco · d4 pedone del bianco · g4 cavallo del bianco · b3 alfiere del nero · c3 alfiere del bianco · e3 pedone del nero · h3 torre del nero · c2 torre del bianco · d1 torre del bianco · f1 donna del bianco | c8 re del bianco · a7 pedone del nero · c7 pedone del nero · d7 alfiere del bianco · h7 pedone del nero · d6 re del nero · e6 pedone del nero · f6 alfiere del nero · g6 pedone del bianco · b5 cavallo del nero · c5 cavallo del nero · d5 pedone del bianco · d4 pedone del bianco · g4 cavallo del bianco · b3 alfiere del nero · c3 alfiere del bianco · e3 pedone del nero · h3 torre del nero · c2 torre del bianco · d1 torre del bianco · f1 donna del bianco | c8 re del bianco · a7 pedone del nero · c7 pedone del nero · d7 alfiere del bianco · h7 pedone del nero · d6 re del nero · e6 pedone del nero · f6 alfiere del nero · g6 pedone del bianco · b5 cavallo del nero · c5 cavallo del nero · d5 pedone del bianco · d4 pedone del bianco · g4 cavallo del bianco · b3 alfiere del nero · c3 alfiere del bianco · e3 pedone del nero · h3 torre del nero · c2 torre del bianco · d1 torre del bianco · f1 donna del bianco | c8 re del bianco · a7 pedone del nero · c7 pedone del nero · d7 alfiere del bianco · h7 pedone del nero · d6 re del nero · e6 pedone del nero · f6 alfiere del nero · g6 pedone del bianco · b5 cavallo del nero · c5 cavallo del nero · d5 pedone del bianco · d4 pedone del bianco · g4 cavallo del bianco · b3 alfiere del nero · c3 alfiere del bianco · e3 pedone del nero · h3 torre del nero · c2 torre del bianco · d1 torre del bianco · f1 donna del bianco | c8 re del bianco · a7 pedone del nero · c7 pedone del nero · d7 alfiere del bianco · h7 pedone del nero · d6 re del nero · e6 pedone del nero · f6 alfiere del nero · g6 pedone del bianco · b5 cavallo del nero · c5 cavallo del nero · d5 pedone del bianco · d4 pedone del bianco · g4 cavallo del bianco · b3 alfiere del nero · c3 alfiere del bianco · e3 pedone del nero · h3 torre del nero · c2 torre del bianco · d1 torre del bianco · f1 donna del bianco | c8 re del bianco · a7 pedone del nero · c7 pedone del nero · d7 alfiere del bianco · h7 pedone del nero · d6 re del nero · e6 pedone del nero · f6 alfiere del nero · g6 pedone del bianco · b5 cavallo del nero · c5 cavallo del nero · d5 pedone del bianco · d4 pedone del bianco · g4 cavallo del bianco · b3 alfiere del nero · c3 alfiere del bianco · e3 pedone del nero · h3 torre del nero · c2 torre del bianco · d1 torre del bianco · f1 donna del bianco | 7 |
| 6 | c8 re del bianco · a7 pedone del nero · c7 pedone del nero · d7 alfiere del bianco · h7 pedone del nero · d6 re del nero · e6 pedone del nero · f6 alfiere del nero · g6 pedone del bianco · b5 cavallo del nero · c5 cavallo del nero · d5 pedone del bianco · d4 pedone del bianco · g4 cavallo del bianco · b3 alfiere del nero · c3 alfiere del bianco · e3 pedone del nero · h3 torre del nero · c2 torre del bianco · d1 torre del bianco · f1 donna del bianco | c8 re del bianco · a7 pedone del nero · c7 pedone del nero · d7 alfiere del bianco · h7 pedone del nero · d6 re del nero · e6 pedone del nero · f6 alfiere del nero · g6 pedone del bianco · b5 cavallo del nero · c5 cavallo del nero · d5 pedone del bianco · d4 pedone del bianco · g4 cavallo del bianco · b3 alfiere del nero · c3 alfiere del bianco · e3 pedone del nero · h3 torre del nero · c2 torre del bianco · d1 torre del bianco · f1 donna del bianco | c8 re del bianco · a7 pedone del nero · c7 pedone del nero · d7 alfiere del bianco · h7 pedone del nero · d6 re del nero · e6 pedone del nero · f6 alfiere del nero · g6 pedone del bianco · b5 cavallo del nero · c5 cavallo del nero · d5 pedone del bianco · d4 pedone del bianco · g4 cavallo del bianco · b3 alfiere del nero · c3 alfiere del bianco · e3 pedone del nero · h3 torre del nero · c2 torre del bianco · d1 torre del bianco · f1 donna del bianco | c8 re del bianco · a7 pedone del nero · c7 pedone del nero · d7 alfiere del bianco · h7 pedone del nero · d6 re del nero · e6 pedone del nero · f6 alfiere del nero · g6 pedone del bianco · b5 cavallo del nero · c5 cavallo del nero · d5 pedone del bianco · d4 pedone del bianco · g4 cavallo del bianco · b3 alfiere del nero · c3 alfiere del bianco · e3 pedone del nero · h3 torre del nero · c2 torre del bianco · d1 torre del bianco · f1 donna del bianco | c8 re del bianco · a7 pedone del nero · c7 pedone del nero · d7 alfiere del bianco · h7 pedone del nero · d6 re del nero · e6 pedone del nero · f6 alfiere del nero · g6 pedone del bianco · b5 cavallo del nero · c5 cavallo del nero · d5 pedone del bianco · d4 pedone del bianco · g4 cavallo del bianco · b3 alfiere del nero · c3 alfiere del bianco · e3 pedone del nero · h3 torre del nero · c2 torre del bianco · d1 torre del bianco · f1 donna del bianco | c8 re del bianco · a7 pedone del nero · c7 pedone del nero · d7 alfiere del bianco · h7 pedone del nero · d6 re del nero · e6 pedone del nero · f6 alfiere del nero · g6 pedone del bianco · b5 cavallo del nero · c5 cavallo del nero · d5 pedone del bianco · d4 pedone del bianco · g4 cavallo del bianco · b3 alfiere del nero · c3 alfiere del bianco · e3 pedone del nero · h3 torre del nero · c2 torre del bianco · d1 torre del bianco · f1 donna del bianco | c8 re del bianco · a7 pedone del nero · c7 pedone del nero · d7 alfiere del bianco · h7 pedone del nero · d6 re del nero · e6 pedone del nero · f6 alfiere del nero · g6 pedone del bianco · b5 cavallo del nero · c5 cavallo del nero · d5 pedone del bianco · d4 pedone del bianco · g4 cavallo del bianco · b3 alfiere del nero · c3 alfiere del bianco · e3 pedone del nero · h3 torre del nero · c2 torre del bianco · d1 torre del bianco · f1 donna del bianco | c8 re del bianco · a7 pedone del nero · c7 pedone del nero · d7 alfiere del bianco · h7 pedone del nero · d6 re del nero · e6 pedone del nero · f6 alfiere del nero · g6 pedone del bianco · b5 cavallo del nero · c5 cavallo del nero · d5 pedone del bianco · d4 pedone del bianco · g4 cavallo del bianco · b3 alfiere del nero · c3 alfiere del bianco · e3 pedone del nero · h3 torre del nero · c2 torre del bianco · d1 torre del bianco · f1 donna del bianco | 6 |
| 5 | c8 re del bianco · a7 pedone del nero · c7 pedone del nero · d7 alfiere del bianco · h7 pedone del nero · d6 re del nero · e6 pedone del nero · f6 alfiere del nero · g6 pedone del bianco · b5 cavallo del nero · c5 cavallo del nero · d5 pedone del bianco · d4 pedone del bianco · g4 cavallo del bianco · b3 alfiere del nero · c3 alfiere del bianco · e3 pedone del nero · h3 torre del nero · c2 torre del bianco · d1 torre del bianco · f1 donna del bianco | c8 re del bianco · a7 pedone del nero · c7 pedone del nero · d7 alfiere del bianco · h7 pedone del nero · d6 re del nero · e6 pedone del nero · f6 alfiere del nero · g6 pedone del bianco · b5 cavallo del nero · c5 cavallo del nero · d5 pedone del bianco · d4 pedone del bianco · g4 cavallo del bianco · b3 alfiere del nero · c3 alfiere del bianco · e3 pedone del nero · h3 torre del nero · c2 torre del bianco · d1 torre del bianco · f1 donna del bianco | c8 re del bianco · a7 pedone del nero · c7 pedone del nero · d7 alfiere del bianco · h7 pedone del nero · d6 re del nero · e6 pedone del nero · f6 alfiere del nero · g6 pedone del bianco · b5 cavallo del nero · c5 cavallo del nero · d5 pedone del bianco · d4 pedone del bianco · g4 cavallo del bianco · b3 alfiere del nero · c3 alfiere del bianco · e3 pedone del nero · h3 torre del nero · c2 torre del bianco · d1 torre del bianco · f1 donna del bianco | c8 re del bianco · a7 pedone del nero · c7 pedone del nero · d7 alfiere del bianco · h7 pedone del nero · d6 re del nero · e6 pedone del nero · f6 alfiere del nero · g6 pedone del bianco · b5 cavallo del nero · c5 cavallo del nero · d5 pedone del bianco · d4 pedone del bianco · g4 cavallo del bianco · b3 alfiere del nero · c3 alfiere del bianco · e3 pedone del nero · h3 torre del nero · c2 torre del bianco · d1 torre del bianco · f1 donna del bianco | c8 re del bianco · a7 pedone del nero · c7 pedone del nero · d7 alfiere del bianco · h7 pedone del nero · d6 re del nero · e6 pedone del nero · f6 alfiere del nero · g6 pedone del bianco · b5 cavallo del nero · c5 cavallo del nero · d5 pedone del bianco · d4 pedone del bianco · g4 cavallo del bianco · b3 alfiere del nero · c3 alfiere del bianco · e3 pedone del nero · h3 torre del nero · c2 torre del bianco · d1 torre del bianco · f1 donna del bianco | c8 re del bianco · a7 pedone del nero · c7 pedone del nero · d7 alfiere del bianco · h7 pedone del nero · d6 re del nero · e6 pedone del nero · f6 alfiere del nero · g6 pedone del bianco · b5 cavallo del nero · c5 cavallo del nero · d5 pedone del bianco · d4 pedone del bianco · g4 cavallo del bianco · b3 alfiere del nero · c3 alfiere del bianco · e3 pedone del nero · h3 torre del nero · c2 torre del bianco · d1 torre del bianco · f1 donna del bianco | c8 re del bianco · a7 pedone del nero · c7 pedone del nero · d7 alfiere del bianco · h7 pedone del nero · d6 re del nero · e6 pedone del nero · f6 alfiere del nero · g6 pedone del bianco · b5 cavallo del nero · c5 cavallo del nero · d5 pedone del bianco · d4 pedone del bianco · g4 cavallo del bianco · b3 alfiere del nero · c3 alfiere del bianco · e3 pedone del nero · h3 torre del nero · c2 torre del bianco · d1 torre del bianco · f1 donna del bianco | c8 re del bianco · a7 pedone del nero · c7 pedone del nero · d7 alfiere del bianco · h7 pedone del nero · d6 re del nero · e6 pedone del nero · f6 alfiere del nero · g6 pedone del bianco · b5 cavallo del nero · c5 cavallo del nero · d5 pedone del bianco · d4 pedone del bianco · g4 cavallo del bianco · b3 alfiere del nero · c3 alfiere del bianco · e3 pedone del nero · h3 torre del nero · c2 torre del bianco · d1 torre del bianco · f1 donna del bianco | 5 |
| 4 | c8 re del bianco · a7 pedone del nero · c7 pedone del nero · d7 alfiere del bianco · h7 pedone del nero · d6 re del nero · e6 pedone del nero · f6 alfiere del nero · g6 pedone del bianco · b5 cavallo del nero · c5 cavallo del nero · d5 pedone del bianco · d4 pedone del bianco · g4 cavallo del bianco · b3 alfiere del nero · c3 alfiere del bianco · e3 pedone del nero · h3 torre del nero · c2 torre del bianco · d1 torre del bianco · f1 donna del bianco | c8 re del bianco · a7 pedone del nero · c7 pedone del nero · d7 alfiere del bianco · h7 pedone del nero · d6 re del nero · e6 pedone del nero · f6 alfiere del nero · g6 pedone del bianco · b5 cavallo del nero · c5 cavallo del nero · d5 pedone del bianco · d4 pedone del bianco · g4 cavallo del bianco · b3 alfiere del nero · c3 alfiere del bianco · e3 pedone del nero · h3 torre del nero · c2 torre del bianco · d1 torre del bianco · f1 donna del bianco | c8 re del bianco · a7 pedone del nero · c7 pedone del nero · d7 alfiere del bianco · h7 pedone del nero · d6 re del nero · e6 pedone del nero · f6 alfiere del nero · g6 pedone del bianco · b5 cavallo del nero · c5 cavallo del nero · d5 pedone del bianco · d4 pedone del bianco · g4 cavallo del bianco · b3 alfiere del nero · c3 alfiere del bianco · e3 pedone del nero · h3 torre del nero · c2 torre del bianco · d1 torre del bianco · f1 donna del bianco | c8 re del bianco · a7 pedone del nero · c7 pedone del nero · d7 alfiere del bianco · h7 pedone del nero · d6 re del nero · e6 pedone del nero · f6 alfiere del nero · g6 pedone del bianco · b5 cavallo del nero · c5 cavallo del nero · d5 pedone del bianco · d4 pedone del bianco · g4 cavallo del bianco · b3 alfiere del nero · c3 alfiere del bianco · e3 pedone del nero · h3 torre del nero · c2 torre del bianco · d1 torre del bianco · f1 donna del bianco | c8 re del bianco · a7 pedone del nero · c7 pedone del nero · d7 alfiere del bianco · h7 pedone del nero · d6 re del nero · e6 pedone del nero · f6 alfiere del nero · g6 pedone del bianco · b5 cavallo del nero · c5 cavallo del nero · d5 pedone del bianco · d4 pedone del bianco · g4 cavallo del bianco · b3 alfiere del nero · c3 alfiere del bianco · e3 pedone del nero · h3 torre del nero · c2 torre del bianco · d1 torre del bianco · f1 donna del bianco | c8 re del bianco · a7 pedone del nero · c7 pedone del nero · d7 alfiere del bianco · h7 pedone del nero · d6 re del nero · e6 pedone del nero · f6 alfiere del nero · g6 pedone del bianco · b5 cavallo del nero · c5 cavallo del nero · d5 pedone del bianco · d4 pedone del bianco · g4 cavallo del bianco · b3 alfiere del nero · c3 alfiere del bianco · e3 pedone del nero · h3 torre del nero · c2 torre del bianco · d1 torre del bianco · f1 donna del bianco | c8 re del bianco · a7 pedone del nero · c7 pedone del nero · d7 alfiere del bianco · h7 pedone del nero · d6 re del nero · e6 pedone del nero · f6 alfiere del nero · g6 pedone del bianco · b5 cavallo del nero · c5 cavallo del nero · d5 pedone del bianco · d4 pedone del bianco · g4 cavallo del bianco · b3 alfiere del nero · c3 alfiere del bianco · e3 pedone del nero · h3 torre del nero · c2 torre del bianco · d1 torre del bianco · f1 donna del bianco | c8 re del bianco · a7 pedone del nero · c7 pedone del nero · d7 alfiere del bianco · h7 pedone del nero · d6 re del nero · e6 pedone del nero · f6 alfiere del nero · g6 pedone del bianco · b5 cavallo del nero · c5 cavallo del nero · d5 pedone del bianco · d4 pedone del bianco · g4 cavallo del bianco · b3 alfiere del nero · c3 alfiere del bianco · e3 pedone del nero · h3 torre del nero · c2 torre del bianco · d1 torre del bianco · f1 donna del bianco | 4 |
| 3 | c8 re del bianco · a7 pedone del nero · c7 pedone del nero · d7 alfiere del bianco · h7 pedone del nero · d6 re del nero · e6 pedone del nero · f6 alfiere del nero · g6 pedone del bianco · b5 cavallo del nero · c5 cavallo del nero · d5 pedone del bianco · d4 pedone del bianco · g4 cavallo del bianco · b3 alfiere del nero · c3 alfiere del bianco · e3 pedone del nero · h3 torre del nero · c2 torre del bianco · d1 torre del bianco · f1 donna del bianco | c8 re del bianco · a7 pedone del nero · c7 pedone del nero · d7 alfiere del bianco · h7 pedone del nero · d6 re del nero · e6 pedone del nero · f6 alfiere del nero · g6 pedone del bianco · b5 cavallo del nero · c5 cavallo del nero · d5 pedone del bianco · d4 pedone del bianco · g4 cavallo del bianco · b3 alfiere del nero · c3 alfiere del bianco · e3 pedone del nero · h3 torre del nero · c2 torre del bianco · d1 torre del bianco · f1 donna del bianco | c8 re del bianco · a7 pedone del nero · c7 pedone del nero · d7 alfiere del bianco · h7 pedone del nero · d6 re del nero · e6 pedone del nero · f6 alfiere del nero · g6 pedone del bianco · b5 cavallo del nero · c5 cavallo del nero · d5 pedone del bianco · d4 pedone del bianco · g4 cavallo del bianco · b3 alfiere del nero · c3 alfiere del bianco · e3 pedone del nero · h3 torre del nero · c2 torre del bianco · d1 torre del bianco · f1 donna del bianco | c8 re del bianco · a7 pedone del nero · c7 pedone del nero · d7 alfiere del bianco · h7 pedone del nero · d6 re del nero · e6 pedone del nero · f6 alfiere del nero · g6 pedone del bianco · b5 cavallo del nero · c5 cavallo del nero · d5 pedone del bianco · d4 pedone del bianco · g4 cavallo del bianco · b3 alfiere del nero · c3 alfiere del bianco · e3 pedone del nero · h3 torre del nero · c2 torre del bianco · d1 torre del bianco · f1 donna del bianco | c8 re del bianco · a7 pedone del nero · c7 pedone del nero · d7 alfiere del bianco · h7 pedone del nero · d6 re del nero · e6 pedone del nero · f6 alfiere del nero · g6 pedone del bianco · b5 cavallo del nero · c5 cavallo del nero · d5 pedone del bianco · d4 pedone del bianco · g4 cavallo del bianco · b3 alfiere del nero · c3 alfiere del bianco · e3 pedone del nero · h3 torre del nero · c2 torre del bianco · d1 torre del bianco · f1 donna del bianco | c8 re del bianco · a7 pedone del nero · c7 pedone del nero · d7 alfiere del bianco · h7 pedone del nero · d6 re del nero · e6 pedone del nero · f6 alfiere del nero · g6 pedone del bianco · b5 cavallo del nero · c5 cavallo del nero · d5 pedone del bianco · d4 pedone del bianco · g4 cavallo del bianco · b3 alfiere del nero · c3 alfiere del bianco · e3 pedone del nero · h3 torre del nero · c2 torre del bianco · d1 torre del bianco · f1 donna del bianco | c8 re del bianco · a7 pedone del nero · c7 pedone del nero · d7 alfiere del bianco · h7 pedone del nero · d6 re del nero · e6 pedone del nero · f6 alfiere del nero · g6 pedone del bianco · b5 cavallo del nero · c5 cavallo del nero · d5 pedone del bianco · d4 pedone del bianco · g4 cavallo del bianco · b3 alfiere del nero · c3 alfiere del bianco · e3 pedone del nero · h3 torre del nero · c2 torre del bianco · d1 torre del bianco · f1 donna del bianco | c8 re del bianco · a7 pedone del nero · c7 pedone del nero · d7 alfiere del bianco · h7 pedone del nero · d6 re del nero · e6 pedone del nero · f6 alfiere del nero · g6 pedone del bianco · b5 cavallo del nero · c5 cavallo del nero · d5 pedone del bianco · d4 pedone del bianco · g4 cavallo del bianco · b3 alfiere del nero · c3 alfiere del bianco · e3 pedone del nero · h3 torre del nero · c2 torre del bianco · d1 torre del bianco · f1 donna del bianco | 3 |
| 2 | c8 re del bianco · a7 pedone del nero · c7 pedone del nero · d7 alfiere del bianco · h7 pedone del nero · d6 re del nero · e6 pedone del nero · f6 alfiere del nero · g6 pedone del bianco · b5 cavallo del nero · c5 cavallo del nero · d5 pedone del bianco · d4 pedone del bianco · g4 cavallo del bianco · b3 alfiere del nero · c3 alfiere del bianco · e3 pedone del nero · h3 torre del nero · c2 torre del bianco · d1 torre del bianco · f1 donna del bianco | c8 re del bianco · a7 pedone del nero · c7 pedone del nero · d7 alfiere del bianco · h7 pedone del nero · d6 re del nero · e6 pedone del nero · f6 alfiere del nero · g6 pedone del bianco · b5 cavallo del nero · c5 cavallo del nero · d5 pedone del bianco · d4 pedone del bianco · g4 cavallo del bianco · b3 alfiere del nero · c3 alfiere del bianco · e3 pedone del nero · h3 torre del nero · c2 torre del bianco · d1 torre del bianco · f1 donna del bianco | c8 re del bianco · a7 pedone del nero · c7 pedone del nero · d7 alfiere del bianco · h7 pedone del nero · d6 re del nero · e6 pedone del nero · f6 alfiere del nero · g6 pedone del bianco · b5 cavallo del nero · c5 cavallo del nero · d5 pedone del bianco · d4 pedone del bianco · g4 cavallo del bianco · b3 alfiere del nero · c3 alfiere del bianco · e3 pedone del nero · h3 torre del nero · c2 torre del bianco · d1 torre del bianco · f1 donna del bianco | c8 re del bianco · a7 pedone del nero · c7 pedone del nero · d7 alfiere del bianco · h7 pedone del nero · d6 re del nero · e6 pedone del nero · f6 alfiere del nero · g6 pedone del bianco · b5 cavallo del nero · c5 cavallo del nero · d5 pedone del bianco · d4 pedone del bianco · g4 cavallo del bianco · b3 alfiere del nero · c3 alfiere del bianco · e3 pedone del nero · h3 torre del nero · c2 torre del bianco · d1 torre del bianco · f1 donna del bianco | c8 re del bianco · a7 pedone del nero · c7 pedone del nero · d7 alfiere del bianco · h7 pedone del nero · d6 re del nero · e6 pedone del nero · f6 alfiere del nero · g6 pedone del bianco · b5 cavallo del nero · c5 cavallo del nero · d5 pedone del bianco · d4 pedone del bianco · g4 cavallo del bianco · b3 alfiere del nero · c3 alfiere del bianco · e3 pedone del nero · h3 torre del nero · c2 torre del bianco · d1 torre del bianco · f1 donna del bianco | c8 re del bianco · a7 pedone del nero · c7 pedone del nero · d7 alfiere del bianco · h7 pedone del nero · d6 re del nero · e6 pedone del nero · f6 alfiere del nero · g6 pedone del bianco · b5 cavallo del nero · c5 cavallo del nero · d5 pedone del bianco · d4 pedone del bianco · g4 cavallo del bianco · b3 alfiere del nero · c3 alfiere del bianco · e3 pedone del nero · h3 torre del nero · c2 torre del bianco · d1 torre del bianco · f1 donna del bianco | c8 re del bianco · a7 pedone del nero · c7 pedone del nero · d7 alfiere del bianco · h7 pedone del nero · d6 re del nero · e6 pedone del nero · f6 alfiere del nero · g6 pedone del bianco · b5 cavallo del nero · c5 cavallo del nero · d5 pedone del bianco · d4 pedone del bianco · g4 cavallo del bianco · b3 alfiere del nero · c3 alfiere del bianco · e3 pedone del nero · h3 torre del nero · c2 torre del bianco · d1 torre del bianco · f1 donna del bianco | c8 re del bianco · a7 pedone del nero · c7 pedone del nero · d7 alfiere del bianco · h7 pedone del nero · d6 re del nero · e6 pedone del nero · f6 alfiere del nero · g6 pedone del bianco · b5 cavallo del nero · c5 cavallo del nero · d5 pedone del bianco · d4 pedone del bianco · g4 cavallo del bianco · b3 alfiere del nero · c3 alfiere del bianco · e3 pedone del nero · h3 torre del nero · c2 torre del bianco · d1 torre del bianco · f1 donna del bianco | 2 |
| 1 | c8 re del bianco · a7 pedone del nero · c7 pedone del nero · d7 alfiere del bianco · h7 pedone del nero · d6 re del nero · e6 pedone del nero · f6 alfiere del nero · g6 pedone del bianco · b5 cavallo del nero · c5 cavallo del nero · d5 pedone del bianco · d4 pedone del bianco · g4 cavallo del bianco · b3 alfiere del nero · c3 alfiere del bianco · e3 pedone del nero · h3 torre del nero · c2 torre del bianco · d1 torre del bianco · f1 donna del bianco | c8 re del bianco · a7 pedone del nero · c7 pedone del nero · d7 alfiere del bianco · h7 pedone del nero · d6 re del nero · e6 pedone del nero · f6 alfiere del nero · g6 pedone del bianco · b5 cavallo del nero · c5 cavallo del nero · d5 pedone del bianco · d4 pedone del bianco · g4 cavallo del bianco · b3 alfiere del nero · c3 alfiere del bianco · e3 pedone del nero · h3 torre del nero · c2 torre del bianco · d1 torre del bianco · f1 donna del bianco | c8 re del bianco · a7 pedone del nero · c7 pedone del nero · d7 alfiere del bianco · h7 pedone del nero · d6 re del nero · e6 pedone del nero · f6 alfiere del nero · g6 pedone del bianco · b5 cavallo del nero · c5 cavallo del nero · d5 pedone del bianco · d4 pedone del bianco · g4 cavallo del bianco · b3 alfiere del nero · c3 alfiere del bianco · e3 pedone del nero · h3 torre del nero · c2 torre del bianco · d1 torre del bianco · f1 donna del bianco | c8 re del bianco · a7 pedone del nero · c7 pedone del nero · d7 alfiere del bianco · h7 pedone del nero · d6 re del nero · e6 pedone del nero · f6 alfiere del nero · g6 pedone del bianco · b5 cavallo del nero · c5 cavallo del nero · d5 pedone del bianco · d4 pedone del bianco · g4 cavallo del bianco · b3 alfiere del nero · c3 alfiere del bianco · e3 pedone del nero · h3 torre del nero · c2 torre del bianco · d1 torre del bianco · f1 donna del bianco | c8 re del bianco · a7 pedone del nero · c7 pedone del nero · d7 alfiere del bianco · h7 pedone del nero · d6 re del nero · e6 pedone del nero · f6 alfiere del nero · g6 pedone del bianco · b5 cavallo del nero · c5 cavallo del nero · d5 pedone del bianco · d4 pedone del bianco · g4 cavallo del bianco · b3 alfiere del nero · c3 alfiere del bianco · e3 pedone del nero · h3 torre del nero · c2 torre del bianco · d1 torre del bianco · f1 donna del bianco | c8 re del bianco · a7 pedone del nero · c7 pedone del nero · d7 alfiere del bianco · h7 pedone del nero · d6 re del nero · e6 pedone del nero · f6 alfiere del nero · g6 pedone del bianco · b5 cavallo del nero · c5 cavallo del nero · d5 pedone del bianco · d4 pedone del bianco · g4 cavallo del bianco · b3 alfiere del nero · c3 alfiere del bianco · e3 pedone del nero · h3 torre del nero · c2 torre del bianco · d1 torre del bianco · f1 donna del bianco | c8 re del bianco · a7 pedone del nero · c7 pedone del nero · d7 alfiere del bianco · h7 pedone del nero · d6 re del nero · e6 pedone del nero · f6 alfiere del nero · g6 pedone del bianco · b5 cavallo del nero · c5 cavallo del nero · d5 pedone del bianco · d4 pedone del bianco · g4 cavallo del bianco · b3 alfiere del nero · c3 alfiere del bianco · e3 pedone del nero · h3 torre del nero · c2 torre del bianco · d1 torre del bianco · f1 donna del bianco | c8 re del bianco · a7 pedone del nero · c7 pedone del nero · d7 alfiere del bianco · h7 pedone del nero · d6 re del nero · e6 pedone del nero · f6 alfiere del nero · g6 pedone del bianco · b5 cavallo del nero · c5 cavallo del nero · d5 pedone del bianco · d4 pedone del bianco · g4 cavallo del bianco · b3 alfiere del nero · c3 alfiere del bianco · e3 pedone del nero · h3 torre del nero · c2 torre del bianco · d1 torre del bianco · f1 donna del bianco | 1 |
|   | a | b | c | d | e | f | g | h |   |

Soluzione:
1. Ab4!  (min. 2. dxc5+ Re7 3.Dxf6#)

1. ...Cxd4 2. Db5! Cxb5 3. Axc5# 
 
1. ...Axd4 2. Df6! Axf6 3. Axc5# 

 (2... Axd5 3. Df8# -  2... Rxd5 3. De5#) 

Tentativo (Try) – mossa che conduce a diverse posizioni di matto, ma è confutata da una singola difesa del nero. Contrapposto alla chiave, la mossa che risolve effettivamente il problema. Le varianti seguenti ai tentativi sono dette gioco virtuale. La presenza di vari tentativi interessanti può essere un elemento importante per giudicare la qualità di un problema.
Turton (Turton doubling) – un pezzo ad azione lineare (donna, torre od alfiere) oltrepassa una casa critica nella quale un altro pezzo dello stesso colore di simile azione lineare, che percorrerà in senso inverso la stessa linea per eseguire la manovra di matto, alla quale collaboreranno entrambi i pezzi. Prende il nome del compositore inglese Henry Turton.
Umnov (tema) – il bianco occupa una casa appena abbandonata da un pezzo nero, creando una minaccia che il nero deve parare abbandonando difese che saranno sfruttate dal bianco per mattare. Prende il nome del problemista Evgenij Umnov.
Wurzburg-Plachutta – interferenza reciproca di due pezzi neri di simile azione lineare lungo due diverse linee. Si tratta in pratica di due interferenze Holzhausen dove il pezzo A interferisce con il pezzo B in una variane e il pezzo B interferisce con il pezzo A in un'altra. Se l'interferenza è causata dal sacrificio di un pezzo bianco su una casa critica si ha un Plachutta. Il nome deriva dai compositori Otto Wurzburg e Josef Plachutta.